# 武漢國際金融中心
30°35′31″N 114°16′27″E / 30.591981°N 114.274249°E
武汉IFC国际金融中心（英語：Wuhan International Finance Center），曾称为汉江国际金融中心，位於武汉市江岸区江汉北路与新华路交汇处，武汉IFC国际金融中心共43层，总高度210米，占地面积约1.3万平米，总建筑面积7万余平米，其中设计为办公面积约4.9万平米，是一栋集商业和办公为一体的高层甲级写字楼。